# Gyrocraspedum pleskei
Gyrocraspedum pleskei är en tvåvingeart som beskrevs av Becker 1913. Gyrocraspedum pleskei ingår i släktet Gyrocraspedum och familjen svävflugor.
Artens utbredningsområde är Iran. Inga underarter finns listade i Catalogue of Life.